# Multi Level Transmit 3

Exemple d'encodage MLT-3

MLT-3 (Multi-Level Transmit) est un codage en ligne qui utilise 3 niveaux de tension électrique appelé "valence".
Une interface MLT-3 émet moins d'interférences électromagnétiques et requiert moins de bande passante que la plupart des interfaces binaires ou ternaires qui opèrent au même débit binaire, comme le codage Manchester ou l'Alternate Mark Inversion.
Un signal MLT-3 cycle successivement aux niveaux de tension « -1 », « 0 », « +1 », etc. Il passe au niveau suivant de la séquence pour transmettre un bit à 1, et reste au même niveau pour transmettre un bit à 0.
Similaire au simple NRZ, MLT-3 a une efficacité de codage de 1 bit/baud ; cependant il requiert 4 transitions (baud) pour compléter un cycle (de « -1 » à « 0 », de « 0 » à « +1 », de « +1 » à « 0 », et de « 0 » à « -1 »). Ainsi, la fréquence fondamentale maximale est réduite à un quart de la vitesse de transmission. Cela rend la transmission des signaux plus adaptée à l'utilisation de fils de cuivre.
MLT-3 a été introduit en premier par « Crescendo Communications » comme un système de codage pour l'interconnexion FDDI en cuivre.
Plus tard, la même technologie a été utilisée dans la sous-couche physique de l'Ethernet 100BASE-TX, étant donné les similitudes entre le FDDI et la couche physique du 100BASE-[TF]X (section 25.3 des spécifications IEEE802.3-2002).